# Erich Behnke
Erich Behnke (* 10. August 1893 in Berlin; † 16. November 1977 in Halle (Saale)) war ein deutscher Politiker (KPD/SED). Er war Chefredakteur der SED-Zeitung Freiheit.

## Leben
Nach der Volksschule und einer kaufmännischen Lehre begann Behnke, Sohn eines Schlossers, 1911 als Angestellter im Gewerkschaftshaus Berlin zu arbeiten. 1910 war er der Gewerkschaft und 1912 der Sozialistischen Arbeiterjugend beigetreten. Von 1915 bis 1919 kämpfte Behnke im Rang eines einfachen Soldaten im Ersten Weltkrieg. Im Mai 1920 trat er in die KPD ein und wurde 1926 hauptamtlicher Funktionär.
1926/27 war Behnke Sekretär des KPD-Unterbezirkes Bitterfeld. Von 1924 bis 1933 war er für die KPD Stadtverordneter in Wittenberg und Halle (Saale). 1927 wurde Behnke Redakteur der KPD-Zeitung Klassenkampf und nach einem Jahr als Kursant an der Internationalen Leninschule in Moskau 1930 deren Chefredakteur. Gleichzeitig war er Mitglied der KPD-Bezirksleitung Halle-Merseburg.
Nach der Machtübergabe an die Nationalsozialisten wurde Behnke im April 1933 inhaftiert, saß bis Februar 1935 in sogenannter Schutzhaft im KZ Lichtenburg und kam dann unter Auflagen frei. Bis 1937 arbeitete er im Tiefbau in Halle (Saale). Bis 1939 arbeitete er in verschiedenen Betrieben in Sachsen-Anhalt und wurde dann erneut verhaftet. 1939/40 saß er im KZ Buchenwald. Nach seiner Entlassung arbeitete Behnke in der Chemischen Fabrik Jakob in Ammendorf und pflegte dort Kontakte zur Widerstandsgruppe Schumann-Kühn.
Nach Kriegsende wurde Behnke Stadtrat und Leiter des Personalamts der Stadtverwaltung Halle (Saale) und war zeitweise stellvertretender Oberbürgermeister von Halle (Saale). 1945/46 war er zudem Mitglied der KPD-Bezirksleitung Sachsen-Anhalt. 1946 wurde er mit der Zwangsvereinigung von SPD und KPD SED-Mitglied. 1946/47 war Behnke Leiter der Provinz-Kommunalabteilung der Provinzialverwaltung Sachsen-Anhalt und von 1947 bis 1949 Hauptabteilungsleiter der Präsidialkanzlei im Landtag von Sachsen-Anhalt. Von 1948 bis 1950 war er Stadtverordnetenvorsteher in Halle (Saale) und von 1945 bis 1950 Mitglied des Sekretariats der KPD-Bezirksleitung Halle, ab 1946 der SED-Landesleitung Sachsen-Anhalt. 
1949/50 war Behnke, als Nachfolger von Peter Florin, Chefredakteur der SED-Zeitung Freiheit, des späteren Organs der SED-Bezirksleitung Halle. Von 1950 bis 1952 war er Hauptabteilungsleiter des Landtags von Sachsen-Anhalt und 1952/53 Pressereferent in der Abteilung Information im Rat des Bezirks Halle. Von 1953 bis 1959 war er politischer Mitarbeiter der SED-Bezirksleitung Halle. Später war Behnke Dozent an der Martin-Luther-Universität Halle-Wittenberg. Behnke verstarb 1977 in Halle (Saale).

## Ehrungen
- 1963 Vaterländischer Verdienstorden in Silber
- 1973 Vaterländischer Verdienstorden in Gold